# Aranciaia di Colorno
L'Aranciaia di Colorno è un edificio dalle forme tardo-manieriste, situato su un angolo di piazzale Vittorio Veneto 22 a Colorno, in provincia di Parma; al piano terreno si trova un'ampia sala per mostre d'arte contemporanea, mentre al livello superiore ha sede il museo dei paesaggi di terra e di fiume.

## Storia

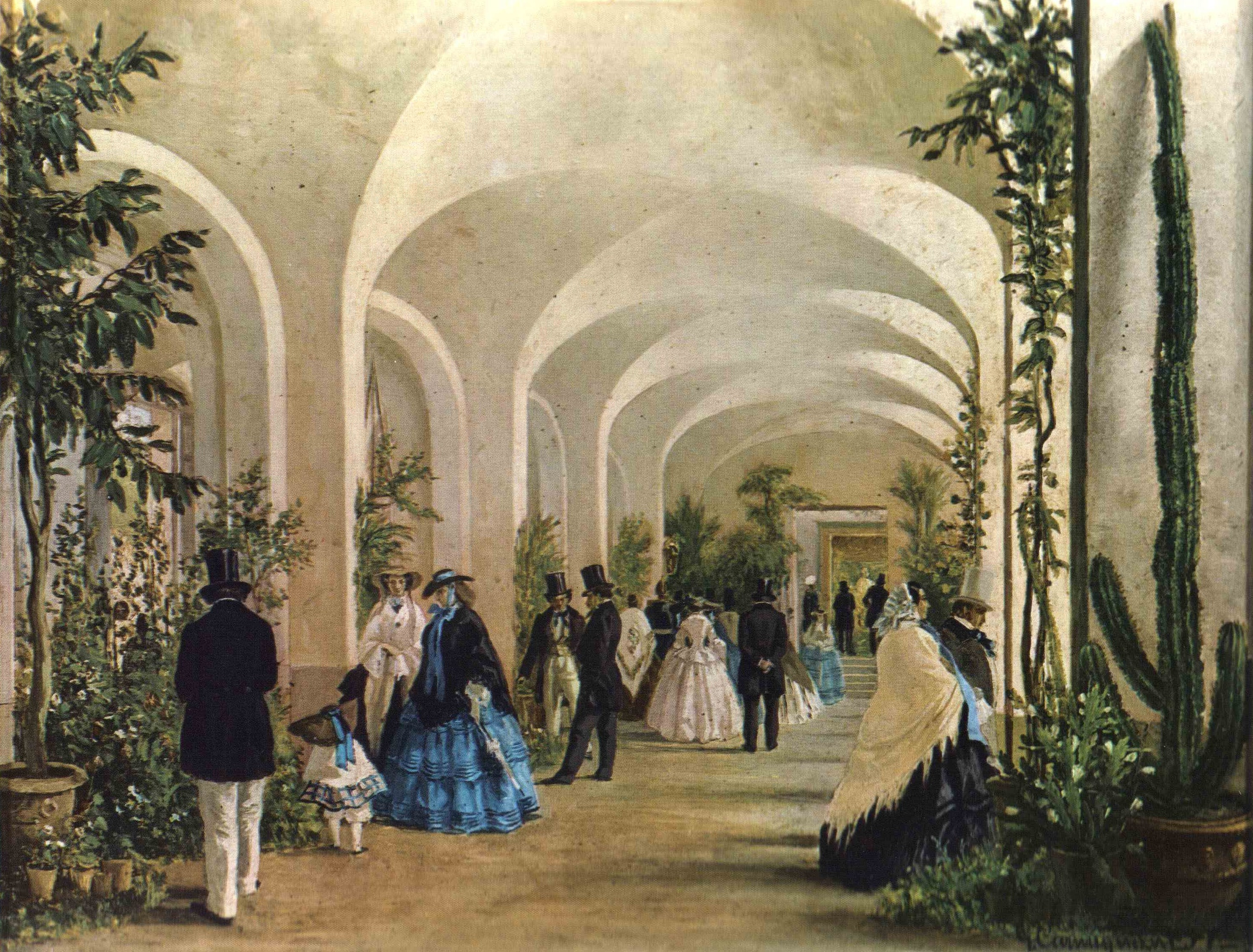
Guido Carmignani, La Reale aranciera colla esposizione floreale, 1857 (Galleria Nazionale di Parma)

Agli inizi del XVIII secolo, in occasione della ristrutturazione del Palazzo Ducale e del suo enorme parco, sorse la necessità di un ampio edificio in grado di accogliere, durante i mesi invernali, le numerose piante in vaso di agrumi, prevalentemente aranci e limoni, collocate nei mesi estivi nel giardino. Per questo, nel 1710 il duca di Parma Francesco Farnese fece costruire una grande orangerie, affidandone probabilmente la progettazione all'architetto Ferdinando Galli da Bibbiena; i lavori, diretti da Bartolomeo Tomati (o Tornati), furono completati circa due anni dopo. L'edificio, elevato su due livelli, era destinato a ospitare nel salone del piano terreno oltre mille vasi e nell'ambiente del primo piano, raggiungibile attraverso una lunga rampa, il fieno per i cavalli. Di fronte alla facciata sorgeva il mulino Nuovo, ricostruito nel 1661 sui resti dell'antico mulino della Strada e alimentato dal canale Naviglio, che scorreva accanto all'aranciaia.
Nella seconda metà del XVIII secolo l'orangerie, grazie alle vaste dimensioni, fu trasformata in galoppatoio coperto per i freddi mesi invernali.
Dopo l'Unità d'Italia, l'edificio fu incamerato dal Demanio e nel 1873 fu alienato a Ferdinando Barvitius, per essere utilizzato come magazzino.
Sprofondata nei decenni seguenti in un profondo declino, l'aranciaia, unitamente all'adiacente mulino Nuovo, fu acquisita dal Comune di Colorno e nel 1974 fu parzialmente recuperata dalla Pro Loco locale, che ne adibì una porzione del piano terreno a sede del Museo Etnografico, dell'Ingegno popolare e della Tecnologia preindustriale, della Stampa e del Cinematografo; inoltre negli anni seguenti fu interrato il canale Naviglio, occludendo le piccole finestre alla base dell'orangerie, e nel 1977 fu restaurato l'affresco sulla facciata del mulino Nuovo.
Nel 2009 furono avviati i primi lavori di ristrutturazione, che inizialmente interessarono solo tre dei quattro prospetti e il tetto; il recupero completo della struttura fu terminato solo nel 2014, con la trasformazione del piano terreno in sala dedicata a mostre contemporanee e del livello superiore nella sede del nuovo Museo dei paesaggi di terra e di fiume, che sostituì il precedente allestimento, rinnovando parte del materiale esposto.

## Descrizione

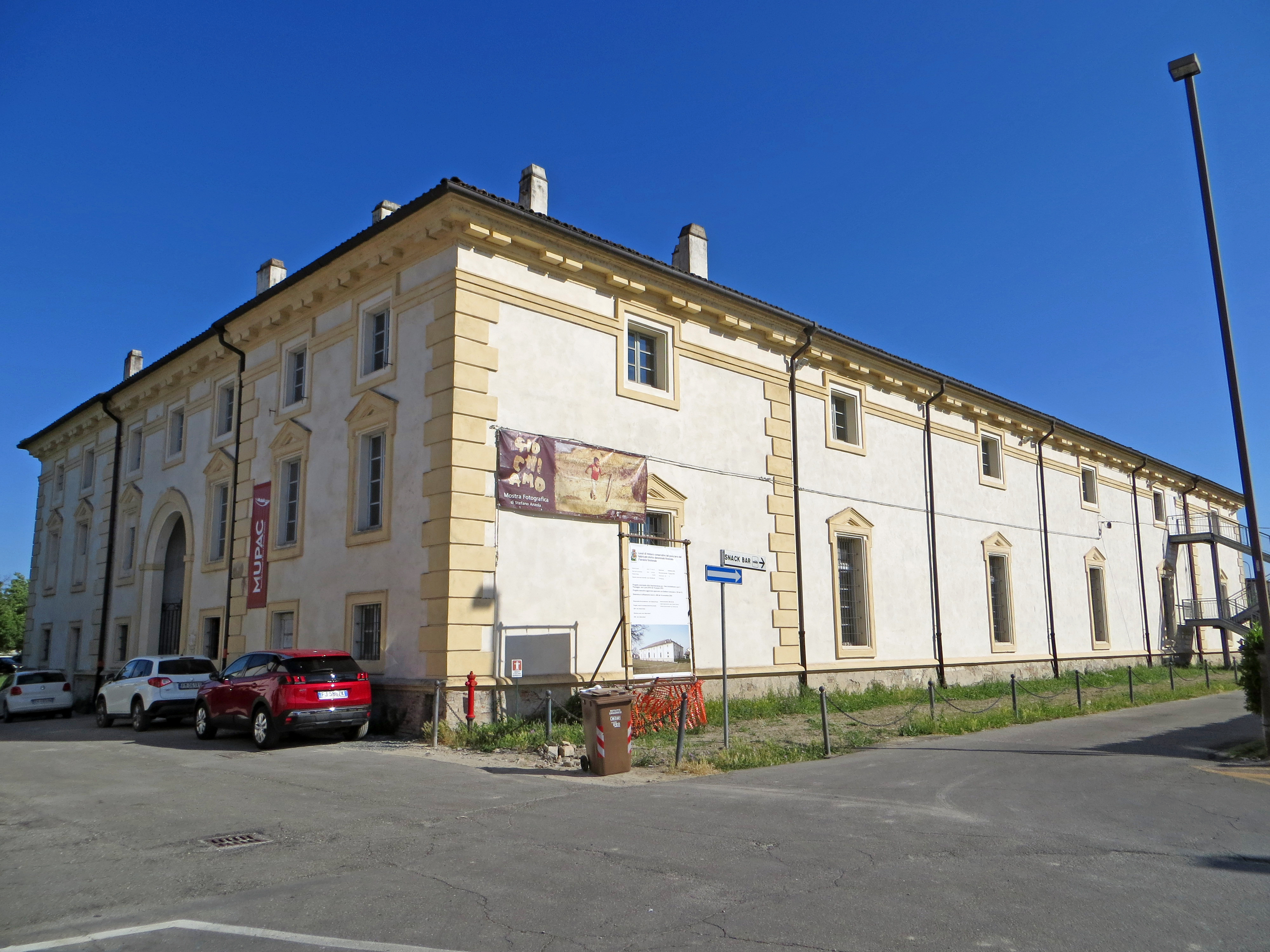
Facciata e lato ovest

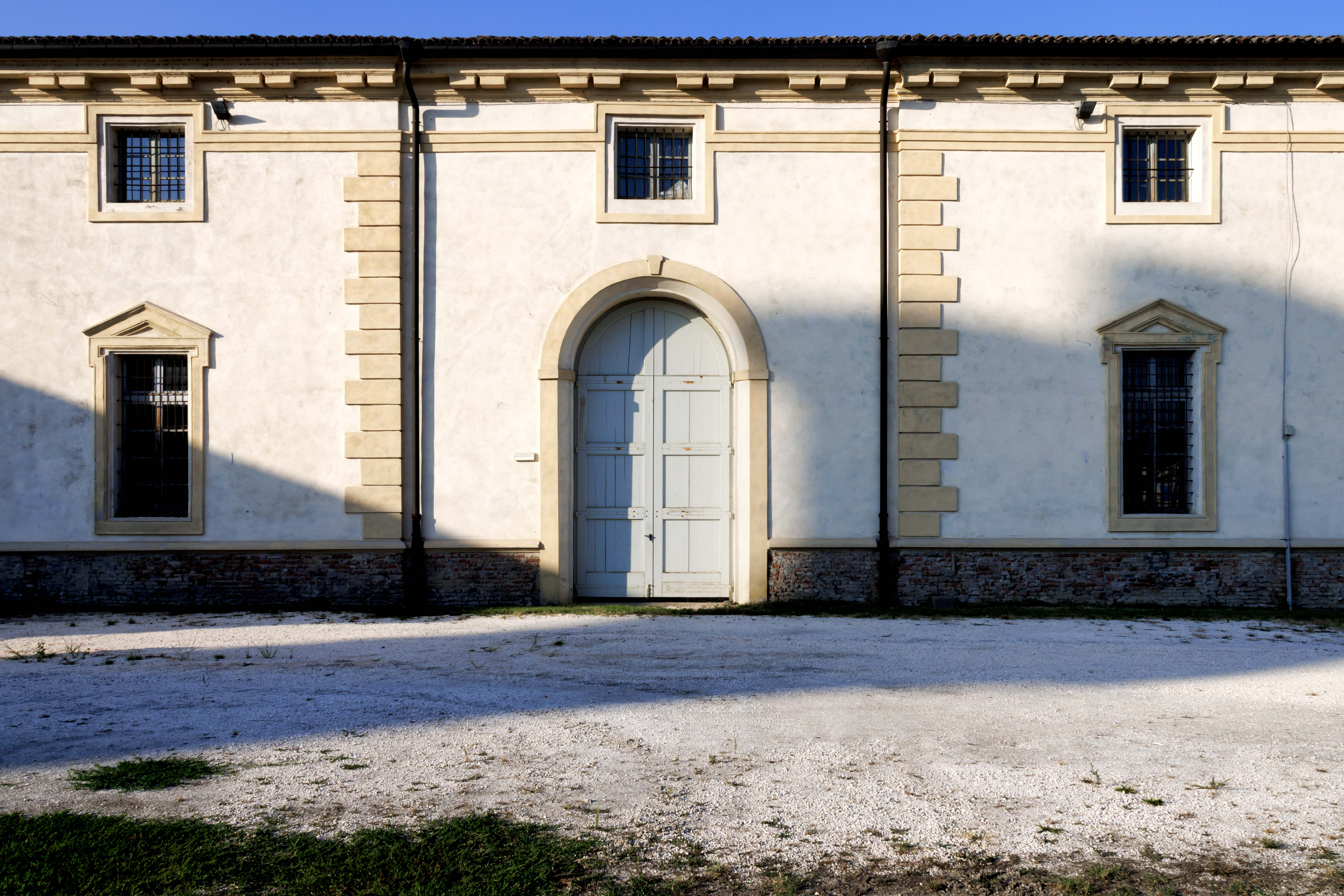
Lato sud

L'edificio si innalza su due livelli sviluppandosi su una regolare pianta rettangolare.
Le facciate intonacate, dai tratti tipicamente manieristi, si elevano su un basamento a scarpa; ogni prospetto presenta alle estremità dei leggeri avancorpi, arricchiti da spigoli in finto bugnato, che simulano le basi di torrioni; le grandi finestre del livello terreno sono inquadrate da cornici e coronate da frontoni triangolari; superiormente una fascia marcapiano ingloba, inquadrandole, le piccole aperture del primo piano. La fronte principale settentrionale, perfettamente simmetrica, si distingue per la presenza di un ulteriore livello di finestre, dovuto alla presenza di un piano intermedio interno nella porzione più prossima all'ingresso. Al centro delle facciate sud e nord e lungo il prospetto est sono collocati grandi portali ad arco a tutto sesto.
Di fronte all'ingresso si erge il mulino Nuovo, caratterizzato dalla presenza di un grande affresco al centro della facciata, realizzato probabilmente intorno al 1661; il dipinto rappresenta nel mezzo uno stemma farnesiano, delimitato da numerosi festoni e da due figure femminili, recanti nelle mani un'ostia e un neonato, per simboleggiare l'importanza sia per lo spirito sia per la carne della farina macinata nell'edificio.

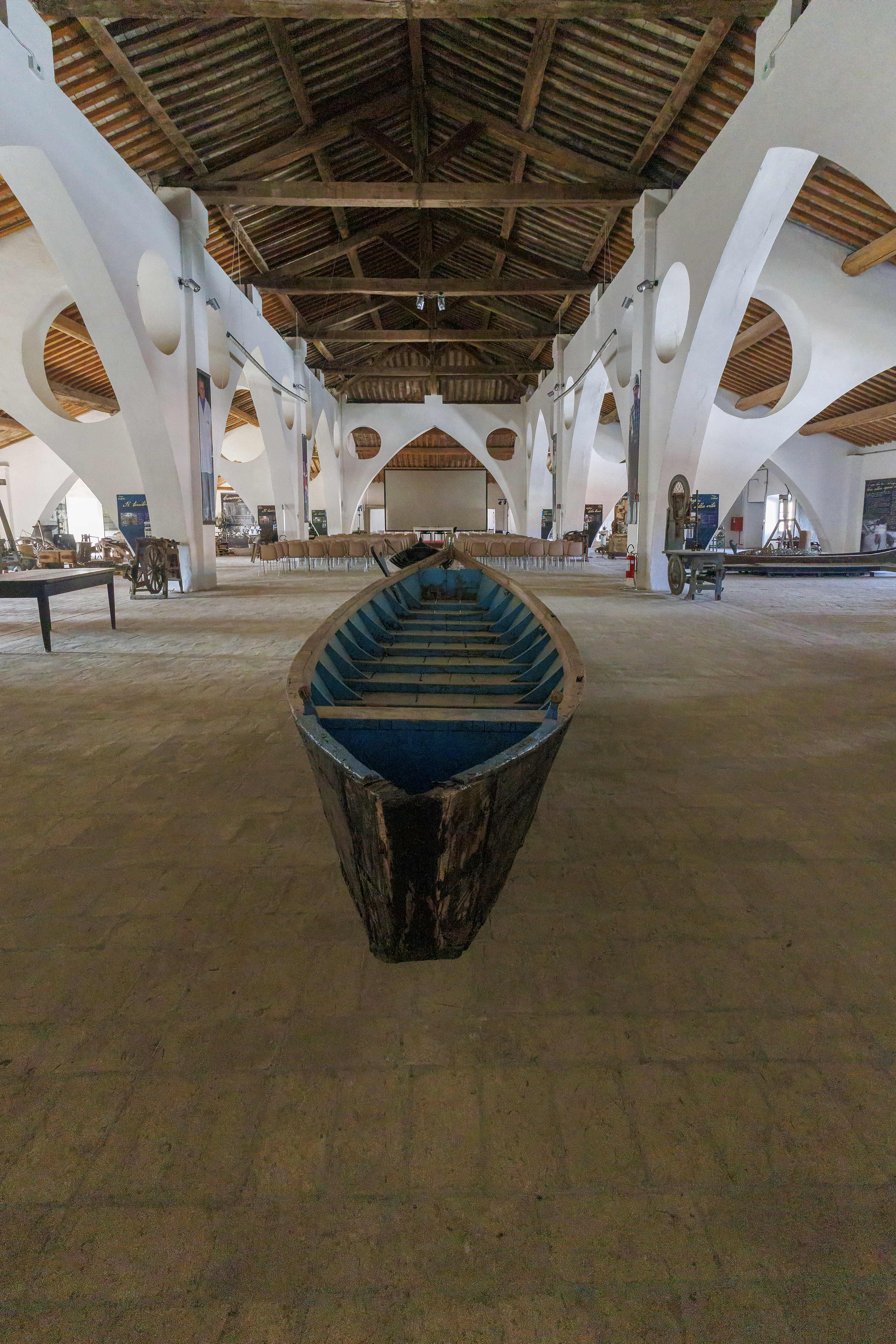
Salone del primo piano

All'interno dell'aranciaia, il piano terreno, utilizzato, oltre la più bassa zona d'ingresso, come salone per mostre d'arte contemporanea, si sviluppa su tre navate coperte da alte volte a crociera ed è illuminato da grandi finestre che garantiscono luce e aria all'enorme ambiente, già in origine riscaldato attraverso un'intercapedine nei muri esterni. Il primo livello, adibito a sede dell'esposizione museale, è anch'esso scandito in tre grandi navate, coperte da un soffitto a capriate e travetti lignei, sostenuto da grandi arcate ogivali bucate da numerosi oculi circolari.

## Museo dei paesaggi di terra e di fiume
Il museo raccoglie oggetti e strumenti che, grazie anche a vari pannelli, testimoniano e descrivono l'attività contadina, artigianale e fluviale della zona tra il XIX secolo e la prima metà del XX.
Il percorso espositivo si sviluppa su quattro sezioni: Paesaggio, Cinema, "Abitare" e "I saperi".